# Cmentarz żydowski w Winnicy (województwo świętokrzyskie)
Cmentarz żydowski w Winnicy – kirkut mieści się po zachodniej stronie wsi, na stoku wysokiej skarpy, nad Wisłą. Nekropolia została założona w XVIII wieku. Po cmentarzu brak żadnego śladu. Kirkut zajmuje powierzchnię 1 ha.